# Ribadesella
Ribadesella – gmina w Hiszpanii, w prowincji Asturia, w Asturii, o powierzchni 84,37 km². W 2011 roku gmina liczyła 6209 mieszkańców.